# Rain (The Script)
Rain is een nummer van de Ierse band The Script uit 2017. Het is de eerste single van hun vijfde studioalbum Freedom Child.
"Rain" is een van de laatste nummers die de mannen van The Script voor het album "Freedom Child" hebben geschreven. Het is een zomers nummer met een vrolijk geluid. Ook is het nummer iets meer upbeat van vorige nummers van The Script. Het nummer had het meeste succes op de Britse eilanden en in het Nederlandse taalgebied. In Ierland, het thuisland van de band, haalde het de 13e positie. In de Nederlandse Top 40 haalde het de 3e positie, en in de Vlaamse Ultratop 50 de 27e.